# 1970年アメリカグランプリ
1970年アメリカグランプリ (1970 United States Grand Prix) は、1970年のF1世界選手権第12戦として、1970年10月4日にワトキンズ・グレン・グランプリレースコースで開催された。
レースは108周で行われ、ロータスのエマーソン・フィッティパルディが3番手スタートから優勝した。フィッティパルディは4戦目の出走で自身及びブラジル人ドライバーによるF1初勝利を挙げた。BRMのペドロ・ロドリゲスは首位を走行中にガス欠に見舞われ2位、フィッティパルディのチームメイトでF1デビュー戦のレイネ・ウィセルは3位に入賞して唯一の表彰台を得た。
フェラーリのジャッキー・イクスはポールポジションからスタートしたが、燃料ラインが壊れてピットインしなければならず4位に終わり、ヨッヘン・リントは死後にチャンピオンを獲得した唯一のドライバーとなった。

## 背景
ヨッヘン・リントはイタリアGPで亡くなるまでに45点を獲得し、2位のジャッキー・イクスに17点の差を付けている。イクスがリントを逆転してドライバーズチャンピオンとなるには、残り2戦を連勝する必要がある。コンストラクターズチャンピオン争いはロータスがフェラーリとマーチに7点差を付けて首位となっているが、本レースでロータスがフェラーリとマーチより2点以上多くポイントを獲得すれば、1968年以来4回目のコンストラクターズチャンピオンが決定する。

## エントリー
ロータスはヨッヘン・リントが事故死したイタリアGPを棄権し、続く前戦カナダGPを欠場したが、リントのドライバーズチャンピオンとコンストラクターズチャンピオンを獲得するため復帰した。ロータスはドライバーラインナップの一新を図り、リントのチームメイトだったジョン・マイルズを放出し、それまでサードカーで有望な走りを見せていた若手のエマーソン・フィッティパルディをエースに抜擢して昇格させ、F2ドライバーの新人レイネ・ウィセルを新たに起用した。
サーティースはデレック・ベルが2台目のTS7を走らせ、BRMはピーター・ウェストバリーが4台目のP153を走らせる。地元出身のガス・ハッチソンは自ら購入したブラバム・BT26Aでスポット参戦する。

### エントリーリスト
| チーム                                              | No. | ドライバー                     | コンストラクター | シャシー | エンジン                         | タイヤ |
| --------------------------------------------------- | --- | ------------------------------ | ---------------- | -------- | -------------------------------- | ------ |
| ティレル・レーシング・オーガニゼーション            | 1   | ジャッキー・スチュワート       | ティレル         | 001      | フォード・コスワース DFV 3.0L V8 | D      |
| ティレル・レーシング・オーガニゼーション            | 2   | フランソワ・セベール           | マーチ           | 701      | フォード・コスワース DFV 3.0L V8 | D      |
| スクーデリア・フェラーリ SpA SEFAC                  | 3   | ジャッキー・イクス             | フェラーリ       | 312B     | フェラーリ 001 3.0L F12          | F      |
| スクーデリア・フェラーリ SpA SEFAC                  | 4   | クレイ・レガツォーニ           | フェラーリ       | 312B     | フェラーリ 001 3.0L F12          | F      |
| スクーデリア・フェラーリ SpA SEFAC                  | 5   | イグナツィオ・ギュンティ 1     | フェラーリ       | 312B     | フェラーリ 001 3.0L F12          | F      |
| エキップ・マトラ・エルフ                            | 6   | ジャン＝ピエール・ベルトワーズ | マトラ           | MS120    | マトラ MS12 3.0L V12             | G      |
| エキップ・マトラ・エルフ                            | 7   | アンリ・ペスカロロ             | マトラ           | MS120    | マトラ MS12 3.0L V12             | G      |
| ブルース・マクラーレン・モーターレーシング          | 8   | デニス・ハルム                 | マクラーレン     | M14A     | フォード・コスワース DFV 3.0L V8 | G      |
| ブルース・マクラーレン・モーターレーシング          | 9   | ピーター・ゲシン               | マクラーレン     | M14A     | フォード・コスワース DFV 3.0L V8 | G      |
| ブルース・マクラーレン・モーターレーシング          | 10  | アンドレア・デ・アダミッチ     | マクラーレン     | M14D     | アルファロメオ T33 3.0L V8       | G      |
| マーチ・エンジニアリング                            | 11  | ジョー・シフェール             | マーチ           | 701      | フォード・コスワース DFV 3.0L V8 | F      |
| マーチ・エンジニアリング                            | 12  | クリス・エイモン               | マーチ           | 701      | フォード・コスワース DFV 3.0L V8 | F      |
| ブルックボンド・オクソ・レーシング/ロブ・ウォーカー | 14  | グラハム・ヒル                 | ロータス         | 72C      | フォード・コスワース DFV 3.0L V8 | F      |
| モーターレーシング・ディベロップメンツ・リミテッド  | 15  | ジャック・ブラバム             | ブラバム         | BT33     | フォード・コスワース DFV 3.0L V8 | G      |
| アウト・モトール・ウント・シュポルト                | 16  | ロルフ・シュトメレン           | ブラバム         | BT33     | フォード・コスワース DFV 3.0L V8 | G      |
| チーム・サーティース                                | 17  | ジョン・サーティース           | サーティース     | TS7      | フォード・コスワース DFV 3.0L V8 | F      |
| チーム・サーティース                                | 18  | デレック・ベル                 | サーティース     | TS7      | フォード・コスワース DFV 3.0L V8 | F      |
| ヤードレー・チーム・BRM                             | 19  | ペドロ・ロドリゲス             | BRM              | P153     | BRM P142 3.0L V12                | D      |
| ヤードレー・チーム・BRM                             | 20  | ジャッキー・オリバー           | BRM              | P153     | BRM P142 3.0L V12                | D      |
| ヤードレー・チーム・BRM                             | 21  | ジョージ・イートン             | BRM              | P153     | BRM P142 3.0L V12                | D      |
| ヤードレー・チーム・BRM                             | 32  | ピーター・ウェストバリー       | BRM              | P153     | BRM P142 3.0L V12                | D      |
| ゴールドリーフ・チーム・ロータス                    | 23  | レイネ・ウィセル               | ロータス         | 72C      | フォード・コスワース DFV 3.0L V8 | F      |
| ゴールドリーフ・チーム・ロータス                    | 24  | エマーソン・フィッティパルディ | ロータス         | 72C      | フォード・コスワース DFV 3.0L V8 | F      |
| エキュリー・ボニエ                                  | 27  | ヨアキム・ボニエ               | マクラーレン     | M7C      | フォード・コスワース DFV 3.0L V8 | G      |
| ピート・ラブリー・フォルクスワーゲン・インク        | 28  | ピート・ラブリー               | ロータス         | 49B      | フォード・コスワース DFV 3.0L V8 | F      |
| コーリン・クラッベ・レーシング                      | 29  | ロニー・ピーターソン           | マーチ           | 701      | フォード・コスワース DFV 3.0L V8 | G      |
| フランク・ウィリアムズ・レーシングカーズ            | 30  | ティム・シェンケン             | デ・トマソ       | 505      | フォード・コスワース DFV 3.0L V8 | D      |
| ガス・ハッチソン                                    | 31  | ガス・ハッチソン               | ブラバム         | BT26A    | フォード・コスワース DFV 3.0L V8 | G      |
| ソース:                                             |     |                                |                  |          |                                  |        |

追記
- ^1 - ギュンティはエントリーのみ[9]

## 予選
土曜日は降雨に見舞われたため、多くのドライバーは金曜日のタイムがベストタイムとなった。ジャッキー・イクスが2番手のジャッキー・スチュワートを0.5秒差以上引き離し、今季4回目のポールポジションを獲得した。ロータスの新しいエースとなったエマーソン・フィッティパルディは3番手で、ペドロ・ロドリゲスとともに2列目を得た。以下、クリス・エイモンとクレイ・レガツォーニが3列目、ジャッキー・オリバーとジョン・サーティースが4列目を占めた。F1デビュー戦のレイネ・ウィセルは9番手で、グラハム・ヒルと5列目に並ぶ。

### 予選結果
| 順位    | No. | ドライバー                     | コンストラクター            | タイム  | 差    | グリッド |
| ------- | --- | ------------------------------ | --------------------------- | ------- | ----- | -------- |
| 1       | 3   | ジャッキー・イクス             | フェラーリ                  | 1:03.07 | -     | 1        |
| 2       | 1   | ジャッキー・スチュワート       | ティレル-フォード           | 1:03.62 | +0.55 | 2        |
| 3       | 24  | エマーソン・フィッティパルディ | ロータス-フォード           | 1:03.67 | +0.60 | 3        |
| 4       | 19  | ペドロ・ロドリゲス             | BRM                         | 1:04.18 | +1.11 | 4        |
| 5       | 12  | クリス・エイモン               | マーチ-フォード             | 1:04.23 | +1.16 | 5        |
| 6       | 4   | クレイ・レガツォーニ           | フェラーリ                  | 1:04.30 | +1.23 | 6        |
| 7       | 20  | ジャッキー・オリバー           | BRM                         | 1:04.30 | +1.23 | 7        |
| 8       | 17  | ジョン・サーティース           | サーティース-フォード       | 1:04.52 | +1.45 | 8        |
| 9       | 23  | レイネ・ウィセル               | ロータス-フォード           | 1:04.79 | +1.72 | 9        |
| 10      | 14  | グラハム・ヒル                 | ロータス-フォード           | 1:04.81 | +1.74 | 10       |
| 11      | 8   | デニス・ハルム                 | マクラーレン-フォード       | 1:04.84 | +1.77 | 11       |
| 12      | 7   | アンリ・ペスカロロ             | マトラ                      | 1:05.00 | +1.93 | 12       |
| 13      | 18  | デレック・ベル                 | サーティース-フォード       | 1:05.00 | +1.93 | 13       |
| 14      | 21  | ジョージ・イートン             | BRM                         | 1:05.14 | +2.07 | 14       |
| 15      | 29  | ロニー・ピーターソン           | マーチ-フォード             | 1:05.18 | +2.11 | 15       |
| 16      | 15  | ジャック・ブラバム             | ブラバム-フォード           | 1:05.29 | +2.22 | 16       |
| 17      | 2   | フランソワ・セベール           | マーチ-フォード             | 1:05.30 | +2.23 | 17       |
| 18      | 6   | ジャン＝ピエール・ベルトワーズ | マトラ                      | 1:05.44 | +2.37 | 18       |
| 19      | 16  | ロルフ・シュトメレン           | ブラバム-フォード           | 1:05.77 | +2.70 | 19       |
| 20      | 30  | ティム・シェンケン             | デ・トマソ-フォード         | 1:06.08 | +3.01 | 20       |
| 21      | 9   | ピーター・ゲシン               | マクラーレン-フォード       | 1:06.12 | +3.05 | 21       |
| 22      | 31  | ガス・ハッチソン               | ブラバム-フォード           | 1:06.22 | +3.15 | 22       |
| 23      | 11  | ジョー・シフェール             | マーチ-フォード             | 1:06.23 | +3.16 | 23       |
| 24      | 27  | ヨアキム・ボニエ               | マクラーレン-フォード       | 1:06.46 | +3.39 | 24       |
| 25      | 32  | ピーター・ウェストバリー       | BRM                         | 1:07.20 | +4.13 | DNQ      |
| 26      | 28  | ピート・ラブリー               | ロータス-フォード           | 1:07.45 | +4.38 | DNQ      |
| 27      | 10  | アンドレア・デ・アダミッチ     | マクラーレン-アルファロメオ | 1:12.24 | +9.17 | DNQ      |
| ソース: |     |                                |                             |         |       |          |

追記
- 決勝進出台数は24台に制限

## 決勝
ジャッキー・スチュワートがスタートでリードを奪い、ペドロ・ロドリゲスがフェラーリ勢を抜いて2位に浮上した。彼らの後方にはクリス・エイモン、ジョン・サーティース、ジャッキー・オリバー、そしてスタートで出遅れたエマーソン・フィッティパルディが続いた。サーティースはすぐにメカニカルトラブルが発生してリタイアし、オリバーもエイモンを抜いた後の15周目にリタイアした。16周目にジャッキー・イクスがロドリゲスを抜き、クレイ・レガツォーニも次の周にロドリゲスを抜いた。この時点でエイモンが5位、フィッティパルディは6位を走行していた。
30周目までにスチュワートはイクスに25秒の差を付けて首位を独走し、イクスがレガツォーニに5秒の差を付けていた。レガツォーニは37周目にブリスターが発生したタイヤを交換しなければならず順位を落とした。エイモンも48周目にタイヤを交換したため順位を落とし、フィッティパルディは4位に浮上した。イクスは57周目に燃料漏れに見舞われてピットインして12位に後退し、逆転チャンピオンの希望はここで事実上潰えたが、ここから猛烈な追い上げに転じた。
首位を独走していたスチュワートだったが、83周目にオイル漏れによってリタイアした。これでロドリゲスが2位のフィッティパルディに20秒差を付けて首位に立った。しかし、ロドリゲスは残り7周でガス欠に見舞われてピットインを余儀なくされ、フィッティパルディが首位に立ってそのままチェッカーフラッグを受け、F1デビューから4戦目で初優勝を果たした。ロドリゲスはコースに復帰して2位でフィニッシュし、フィッティパルディのチームメイトでこれがF1デビュー戦のレイネ・ウィセルが3位表彰台を獲得した。イクスは猛追したが4位に終わり、亡くなったヨッヘン・リントのドライバーズチャンピオンと、ロータスのコンストラクターズチャンピオンが決定した。
後輩達の頑張りによってリントとロータスのダブルタイトルが決定し、コーリン・チャップマンに再び笑顔が戻った。リントはチャンピオン決定の知らせを天国で聞いた。
1956年にパーマネントコースとなって以来、2.35 mi (3.78 km)のレイアウトが使われていたが、この年が最後となった。翌1971年の改修でレイアウトが変更され、3.377 mi (5.435 km)に延長された。同年のアメリカGPに間に合わせるため、事前に行われたワトキンス・グレン6時間レースは暫定的なレイアウトが採用された。
レースを主催するワトキンス・グレン・グランプリ・コーポレーションは、翌年の冬にグランプリ・ドライバーズ・アソシエーション(GPDA)から2回目の「ベスト・オーガナイザー・レース・アワード」を、ホッケンハイムリンクで開催されたドイツGPとともに受賞した。

### レース結果
| 順位    | No. | ドライバー                     | コンストラクター            | 周回数 | タイム/リタイア原因 | グリッド | ポイント |
| ------- | --- | ------------------------------ | --------------------------- | ------ | ------------------- | -------- | -------- |
| 1       | 24  | エマーソン・フィッティパルディ | ロータス-フォード           | 108    | 1:57:32.79          | 3        | 9        |
| 2       | 19  | ペドロ・ロドリゲス             | BRM                         | 108    | +36.39              | 4        | 6        |
| 3       | 23  | レイネ・ウィセル               | ロータス-フォード           | 108    | +45.17              | 9        | 4        |
| 4       | 3   | ジャッキー・イクス             | フェラーリ                  | 107    | +1 Lap              | 1        | 3        |
| 5       | 12  | クリス・エイモン               | マーチ-フォード             | 107    | +1 Lap              | 5        | 2        |
| 6       | 18  | デレック・ベル                 | サーティース-フォード       | 107    | +1 Lap              | 13       | 1        |
| 7       | 8   | デニス・ハルム                 | マクラーレン-フォード       | 106    | +2 Laps             | 11       |          |
| 8       | 7   | アンリ・ペスカロロ             | マトラ                      | 105    | +3 Laps             | 12       |          |
| 9       | 11  | ジョー・シフェール             | マーチ-フォード             | 105    | +3 Laps             | 23       |          |
| 10      | 15  | ジャック・ブラバム             | ブラバム-フォード           | 105    | +3 Laps             | 16       |          |
| 11      | 29  | ロニー・ピーターソン           | マーチ-フォード             | 104    | +4 Laps             | 15       |          |
| 12      | 16  | ロルフ・シュトメレン           | ブラバム-フォード           | 104    | +4 Laps             | 19       |          |
| 13      | 4   | クレイ・レガツォーニ           | フェラーリ                  | 101    | +7 Laps             | 6        |          |
| 14      | 9   | ピーター・ゲシン               | マクラーレン-フォード       | 100    | +8 Laps             | 21       |          |
| Ret     | 1   | ジャッキー・スチュワート       | ティレル-フォード           | 82     | オイル漏れ          | 2        |          |
| Ret     | 14  | グラハム・ヒル                 | ロータス-フォード           | 72     | クラッチ            | 10       |          |
| Ret     | 2   | フランソワ・セベール           | マーチ-フォード             | 62     | ホイール            | 17       |          |
| Ret     | 30  | ティム・シェンケン             | デ・トマソ-フォード         | 61     | サスペンション      | 20       |          |
| Ret     | 27  | ヨアキム・ボニエ               | マクラーレン-フォード       | 50     | 水パイプ            | 24       |          |
| Ret     | 6   | ジャン＝ピエール・ベルトワーズ | マトラ                      | 27     | ハンドリング        | 18       |          |
| Ret     | 31  | ガス・ハッチソン               | ブラバム-フォード           | 21     | 燃料漏れ            | 22       |          |
| Ret     | 20  | ジャッキー・オリバー           | BRM                         | 14     | エンジン            | 7        |          |
| Ret     | 21  | ジョージ・イートン             | BRM                         | 10     | エンジン            | 14       |          |
| Ret     | 17  | ジョン・サーティース           | サーティース-フォード       | 6      | エンジン            | 8        |          |
| DNQ     | 32  | ピーター・ウェストバリー       | BRM                         |        | 予選不通過          |          |          |
| DNQ     | 28  | ピート・ラブリー               | ロータス-フォード           |        | 予選不通過          |          |          |
| DNQ     | 10  | アンドレア・デ・アダミッチ     | マクラーレン-アルファロメオ |        | 予選不通過          |          |          |
| ソース: |     |                                |                             |        |                     |          |          |

優勝者エマーソン・フィッティパルディの平均速度
204.020 km/h (126.772 mph)
ファステストラップ
- ジャッキー・イクス - 1:02.74（105周目）

ラップリーダー
太字は最多ラップリーダー
- ジャッキー・スチュワート - 82周 (Lap 1-82)
- ペドロ・ロドリゲス - 18周 (Lap 83-100)
- エマーソン・フィッティパルディ - 8周 (Lap 101-108)

## 第12戦終了時点のランキング
|         | 順位 | ドライバー               | ポイント |
| ------- | ---- | ------------------------ | -------- |
|         | 1    | ヨッヘン・リント         | 45       |
|         | 2    | ジャッキー・イクス       | 31       |
|         | 3    | クレイ・レガツォーニ     | 27       |
|         | 4    | ジャッキー・スチュワート | 25       |
|         | 5    | ジャック・ブラバム       | 25       |
| ソース: |      |                          |          |

|         | 順位 | コンストラクター      | ポイント |
| ------- | ---- | --------------------- | -------- |
|         | 1    | ロータス-フォード     | 59       |
|         | 2    | フェラーリ            | 46       |
|         | 3    | マーチ-フォード       | 45       |
|         | 4    | ブラバム-フォード     | 35       |
|         | 5    | マクラーレン-フォード | 31       |
| ソース: |      |                       |          |

- 注: トップ5のみ表示。前半7戦のうちベスト6戦及び後半6戦のうちベスト5戦がカウントされる。